# Doris Dragović
Dorotea Budimir (rođena Dragović) (Split, 16. travnja 1961.)  hrvatska je pjevačica.
Dobitnica je nagrada Večernjakova ruža 1997. i Zlatni studio za pjevačicu godine 2020. 

## Glazbena karijera
U ranim osamdesetima postala je članica grupe More, a 1986. započela je solističku karijeru. Grupin album Tigrica, koji je izdan 1985. godine, prodan je u zlatnoj nakladi. Na samom početku karijere nazirala se njezina zlatna budućnost i uspjeh te je jedan od njezinih, iz tog vremena, poznatijih singlova Hajde da se mazimo uvršten je na CD Zlatne osamdesete.
1986. godine izdaje album Željo moja nazvan po istoimenoj pjesmi s kojom je predstavljala Jugoslaviju na Euroviziji. 1987. izdaje albume Tužna je noć i Tvoja u duši koji su dosegli platinastu i dijamantnu nakladu.
Slijede uspješni albumi Pjevaj srce moje (1988) i Budi se dan (1989).
1992. godine uz ostale hrvatske izvođače sudjeluje u snimanju pjesme Moja domovina te iste godine izbacuje album Dajem ti srce s kojeg se istakla istoimena pjesma zbog svoje domoljubne tematike. Sljedeće godine izdaje album Ispuni mi zadnju želju. S albumom Baklje ivanjske izdanim 1995. godine Doris započinje suradnju s bračnim parom Huljić. Naslovna pjesma albuma je duet s pjevačem grupe Prljavo kazalište Mladenom Bodalecom.
1986. je predstavljala Jugoslaviju, a 1999. godine Hrvatsku na Pjesmi Eurovizije. 1986. je osvojila 11. mjesto s pjesmom "Željo moja" u Norveškoj, a 1999. je s "Marijom Magdalenom" osvojila 4. mjesto u Izraelu. Marija Magdalena doživjela je velik udarac kada je norveška delegacija na čelu s njihovim šefom Jonom Olom Sandom prijavila zbog nasnimljenih muških vokala na matrici. Iako su autor pjesme Tonči Huljić i šefica delegacije Ksenija Urličić tvrdili da se radi samo o sampleovima glasova, EBU nije povjerovao u tu priču i Hrvatskoj su oduzeli 33 % bodova, što je u konačnici dalo nešto manji prosjek iz proteklih pet godina. Na kraju, Marija Magdalena je došla do četvrtog mjesta.
"Marija Magdalena" se nalazi na albumu Krajem vijeka (1999.) na kojem Doris uz pop eksperimentira sa europop i dance žanrovima. 2000. izdaje album Lice s kojeg se ističu pjesme "Petak", "Dug" i "Gabrijel". Zbog pjesme "Lice" Dragović i bračni par Huljić optuženi su da su plagirali pjesmu "Drugarice" srpske folk pjevačice Cece i grupe Luna što je razljutilo navijače nogometnog kluba Hajduka koji su se odrekli Doris koju su 90-ih godina prozvali "Kraljicom Torcide".
Dragović se zbog reakcija javnosti na neko vrijeme povlači sa scene te se vraća 2002. godine s albumom dalmatinskog prizvuka Malo mi za sriću triba na kojem se nalaze neke od najpoznatijih pjesama Doris kao što su "Krivi ljudi", "Zemlja i stina", "Ni da mora nestane" s Harijem Rončevićem te naslovna pjesma.
Posljednji do sada studijski album Ja vjerujem izdan je 2009. godine.
Jedan od najvećih uspjeha u karijeri ove vokalne dive, dogodio se u okviru dočeka Nove godine 2017. kada je nastupila na dubrovačkom Stradunu i uz Joška Čaglja Jolu zabavljala desetke tisuća domaćih i stranih posjetitelja Dubrovačkog zimskog festivala. Osim u Dubrovniku, ova glazbena diva, nastupila je 2019. godine pred punom Arenom Zagreb te oduševila publiku, također i u rodnom Splitu svojim glasom i pjesmama oduševila je punu Spaladium Arenu.
2023. godine održala je dva koncerta u Areni Zagreb i nastupila na dočeku 2024. godine u svom rodnom gradu Splitu uz repera Gršu i grupu Kuzma & Shaka Zulu.

## Diskografija

### Albumi
- 1983. – Hajde da se mazimo (kao pjevačica grupe More)
- 1985. – Tigrica (Doris i grupa More) – zlatni album
- 1986. – Željo moja – platinasti album
- 1987. – Tužna je noć – platinasti album
- 1987. – Tvoja u duši – dijamantni album
- 1988. – Pjevaj srce moje – platinasti album
- 1989. – Budi se dan – platinasti album
- 1990. – Najveći hitovi (1986-1990)
- 1992. – Dajem ti srce
- 1993. – Ispuni mi zadnju želju
- 1995. – Baklje Ivanjske
- 1996. – Rođendan u Zagrebu (live)
- 1997. – Živim po svom
- 1999. – Krajem vijeka
- 2000. – Lice
- 2001. – 20 godina s ljubavlju (najbolje balade)
- 2002. – Malo mi za sriću triba — srebreni album
- 2007. – The Platinum Collection
- 2009. – Ja vjerujem
- 2010. – Love collection (najljepše ljubavne pjesme)
- 2014. – Best of collection
- 2019. – Original Album Collection

### Singlovi
| Naslov                                      | Godina | Plasman | Album |
| Naslov                                      | Godina | HR      | Album |
| ------------------------------------------- | ------ | ------- | ----- |
| "Jubavi rič"                                | 2015.  | 7       | Singl |
| "Ima nešto u tome" ft. Jacques Houdek       | 2016.  | 7       | Singl |
| "Jedina jubav moga života" ft. Klapa Rišpet | 2018.  | 8       | Singl |
| "Brod za nabolje"                           | 2019.  | 4       | Singl |
| "Sna' ću se ja"                             | 2021.  | 4       | Singl |
| "Tajna" ft. Osmi putnik                     | 2021.  | 6       | Singl |
| "Dva smo života" ft. Grupa Viva             | 2022.  | 13      | Singl |
| "Sve smo mogli imat"                        | 2022.  | 5       | Singl |
| "Koplje ljubavi"                            | 2024.  | 7       | Singl |
| "Sluge tuge"                                | 2025.  | 3       | Singl |

## Festivali
- 1986. – Jugovizija – Željo moja – 1. mjesto
- 1986. – Eurosong – Željo moja – 11.mjesto
- 1986. – Mediteranski festival (Turska) – Anita – 2. mjesto
- 1994. – Melodije hrvatskog Jadrana – Ovo je naša krv – 2. mjesto
- 1995. – Melodije hrvatskog Jadrana – Jedini – 1. mjesto
- 1995. – Zadarfest – Ti – 2. mjesto
- 1996. – Melodije hrvatskog Jadrana – Vrati se – 1. mjesto
- 1996. – Zadarfest – Nešto što je od Boga
- 1997. – Zadarfest – Nespokoj – 1. mjesto
- 1997. – Melodije hrvatskog Jadrana – Dođi – 3.mjesto
- 1998. – Melodije hrvatskog Jadrana – Kao ti – 3.mjesto
- 1998. – Zadarfest – To
- 1999. – Dora – Marija Magdalena – 1. mjesto
- 1999. – Eurosong – Marija Magdalena – 4.mjesto
- 1999. – Melodije hrvatskog Jadrana – Sudnji dan – 2. mjesto
- 1999. – Zagrebfest – Niti kunem, niti molim
- 2000. – Melodije hrvatskog Jadrana – Kralj – 2. mjesto
- 2000. – Zadarfest – Robujem
- 2002. – HRF – Krivi ljudi
- 2002. – Zadarfest – Nije mi vrime – 1. mjesto
- 2002. – Melodije hrvatskog Jadrana – Malo mi za sriću triba – 1. mjesto
- 2003. – Splitski festival – Teret ljubavi – 1. mjesto
- 2008. – Splitski festival – Svit ne more znat

## Vanjske poveznice
- Doris Dragović – Diskografija
- Doris Dragović – Najljepši glas Mediterana